# Mathæus Nielsen
Mathæus Frederik Gert Nielsen (* 13. März 1897 in Maniitsoq; † 1947 in Qullissat) war ein grönländischer Landesrat.

## Leben
Mathæus Nielsen war der Sohn des Fischers Hans Lars Simon Nielsen (1869–?) und seiner Frau Serie Maria Helene Ludvigsen (1869–?). Am 30. Juni 1920 heiratete er in Qaarsut Margrethe Luise Judithe Mathiassen (1901–?), Tochter des Jägers Ferdinand Frederik Tobias Jens Mathiassen und seiner Frau Anna Kathrine Kristiane Markussen. Zu diesem Zeitpunkt lebte er als Arbeiter in der Bergbausiedlung Qaarsuarsuk. Als die Mine geschlossen wurde, war er einer der ersten Bewohner in der neuen Bergbausiedlung Qullissat. Als Arbeitsvorsteher saß er von dort aus als Stellvertreter von Peter Street in den Jahren 1933, 1937 und 1938 im nordgrönländischen Landesrat. Er starb 1947 in Qullissat im Alter von rund 50 Jahren.